# Cratyna collina
Cratyna collina är en tvåvingeart som beskrevs av Pekka Vilkamaa och Heikki Hippa 2005. Cratyna collina ingår i släktet Cratyna och familjen sorgmyggor. Inga underarter finns listade i Catalogue of Life.